# 바룬 다완
바룬 다완(힌디어: वरुण धवन, 펀자브어: ਵਰੁਣ ਧਵਨ, 1987년 4월 24일 ~ )은 인도의 배우이다.

## 출연 작품
- 옥토버 (2018)
- 트윈 2 (2017)
- 바드리나트 키 둘하니아 (2017)
- 디슘 (2016)
- 딜발레 (2015)
- 험프티 샤르마 키 둘하니아 (2014)